# Bouffémont
 Bouffémont  es una población y comuna francesa, en la región de Isla de Francia, departamento de Valle del Oise, en el distrito de Sarcelles y cantón de Domont.

## Geografía
La ciudad está dividida en tres barrios :
-	les “Hauts-Champs” (los “campos altos”): barrio que engloba la mayoría de las viviendas
-	le “trait-d’union” (“el guion”) : barrio donde vive la gente más acomodada
-	le “village” (“el pueblo”): barrio antiguo de la ciudad

## Demografía
| 635 | 775 | 3154 | 4841 | 5700 | 5701 |
| Para los censos de 1962 a 1999 la población legal corresponde a la población sin duplicidades (Fuente: INSEE [Consultar]) |     |      |      |      |      |